# Kip Kiev

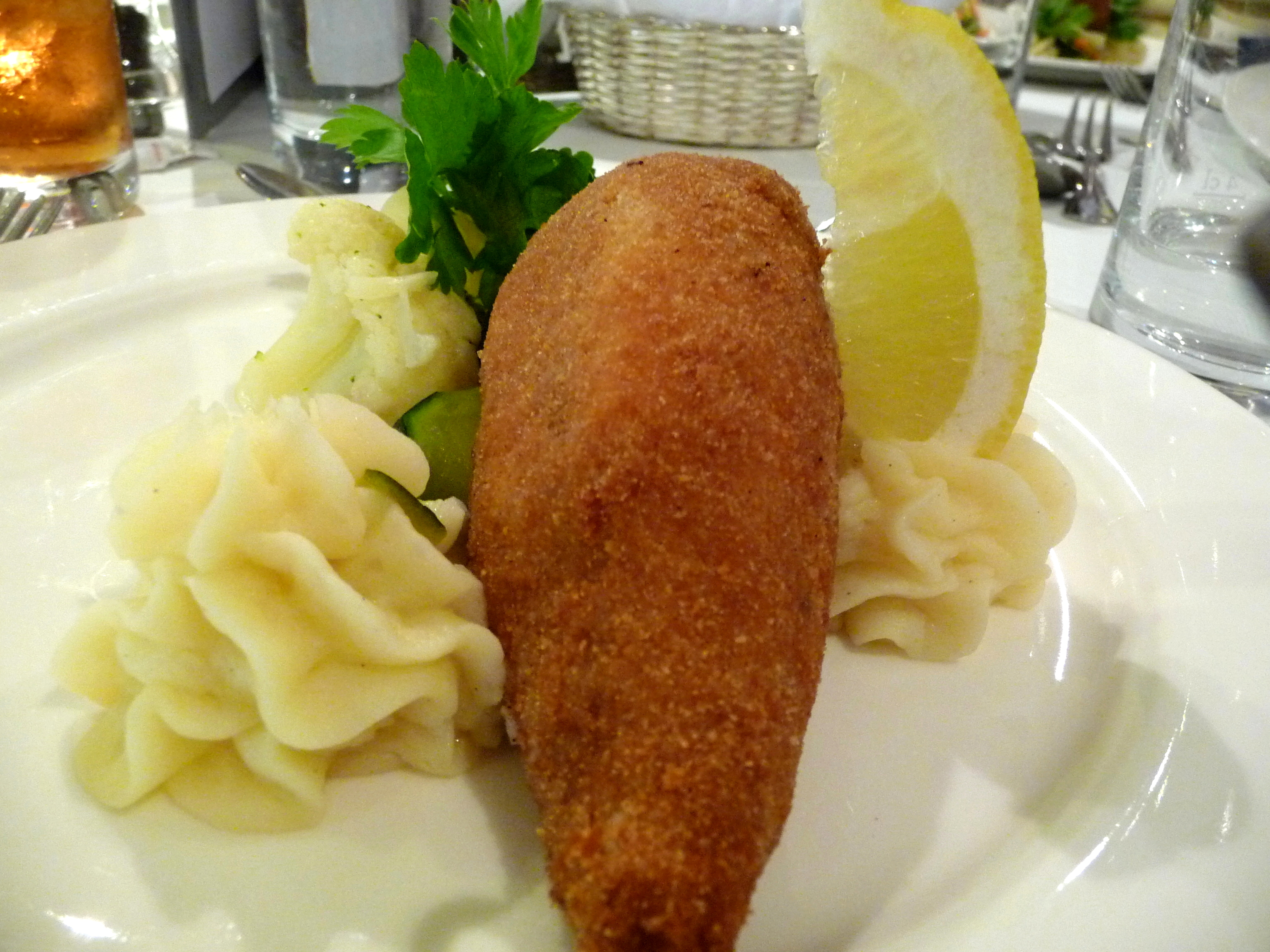
Kip Kiev zonder borstbeen

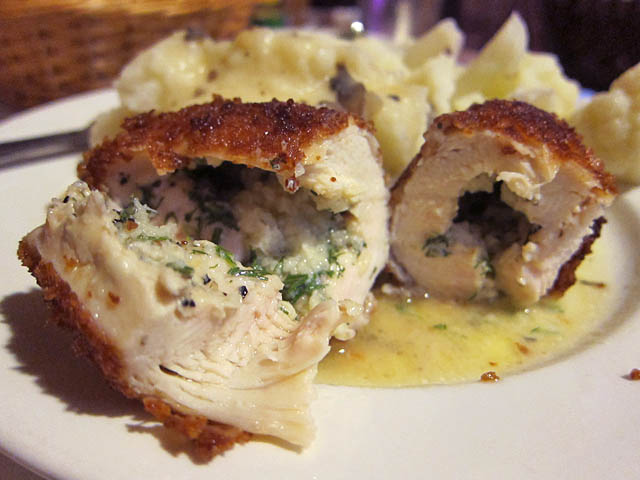
Opengesneden kip Kiev

Kip Kiev (Oekraïens: котлета по-київськи, Russisch: котлета по-киевски) is een kipgerecht uit de Oekraïense en Russische keuken.

## Bereiding
Voor de bereiding van kip Kiev gebruikt men meestal een gehele, ontvelde kippenborstfilet van een haan. Vervolgens wordt de filet overlangs gehalveerd en platgeslagen. Daarna wordt het vlees met vulling en gekoelde boter of een kruidenmengsel bedekt. Hierna paneert men de kipfilet met ei en paneermeel en laat men het afkoelen. Aansluitend wordt de kip Kiev klaargemaakt door het enkele minuten in heet vet te frituren. In plaats van bereiding in een frituurpan kan men de kip Kiev ook kort aanbraden en daarna in de oven bakken. Veelal wordt het borstbeen in kip Kiev onaangeroerd gelaten, waardoor men het gerecht met de vingers kan eten. 

## Geschiedenis
Ondanks de naam is kip Kiev niet ontstaan in Oekraïne. De uitvinding van kip Kiev wordt toegeschreven aan een kok in het restaurant van Grand Hotel Europe in Sint-Petersburg. Dit restaurant bestond van 1910 tot kort voor de Oktoberrevolutie in 1917 en had de Nieuw-Michailov-kotelet (Ново-михайловские котлеты) op het menu, waarvan de naam mogelijk van het nabijgelegen Michailovski-paleis was afgeleid. De huidige naam van het gerecht verbreidde zich vanaf 1947, toen een restaurant in Kiev de kip Kiev aanbood onder deze naam. Inmiddels behoort kip Kiev tot het standaardmenu van Russische restaurants.
Soms wordt kip Kiev verwisseld met de Posjarski-kotelet. Dit is echter een Russisch gerecht dat wordt bereid uit kalfs- of kipgehakt.